# Chiltoniella elongata
Chiltoniella elongata är en kräftdjursart som beskrevs av Knox och Fenwick 1977. Chiltoniella elongata ingår i släktet Chiltoniella och familjen Hutchinsoniellidae.
Artens utbredningsområde är havet kring Nya Zeeland. Inga underarter finns listade i Catalogue of Life.